# Муха-Цокотуха (мультфильм, 1976)
«Муха-Цокотуха» — советский рисованный мультипликационный фильм для детей по мотивам одноимённой сказки Корнея Чуковского, созданный в 1976 году режиссёром Борисом Степанцевым.

## Сюжет
Муха-Цокотуха, летая над полем, нашла монету. Она отправилась на базар, и решила купить самовар. Муха пригласила своих друзей отпраздновать свои именины. Ей приносили разные подарки. Всем еда мухи нравилась, кроме красивой, но очень вредной бабочки. Вдруг случилось непредвиденное — на праздник ворвался пожилой паук и похитил муху, а заодно и самовар. Когда он утащил муху в своё логово, та стала кричать гостям, чтобы ее спасли и злодея зарубили. Никто из гостей не решился вступить с пауком в поединок, наоборот все спрятались. А паук уже собрался убить муху, но помощь пришла откуда не ждали — прилетел бесстрашный комарик и вызвал паука на дуэль. Паук в качестве доспехов использовал самовар, но ему это не помогло. Комар мощным ударом сабли чуть не отрубил пауку голову, разбив крышку самовара. Паук испугался за свою жизнь и сбежал. Комар вошёл в покинутое злодеем логово, освободил муху и предложил ей руку и сердце, на что та ответила согласием. Увидевшие это гости мухи вышли из укрытий и устроили праздник, а муха и комар поженились.

## Создатели
| Автор сценария и Режиссёр  | Борис Степанцев                                                                                                |
| Художники-постановщики     | Анатолий Савченко, Ада Никольская                                                                              |
| Оператор                   | Михаил Друян                                                                                                   |
| Композитор                 | Игорь Егиков                                                                                                   |
| Звукооператор              | Борис Фильчиков                                                                                                |
| Ассистент режиссёра        | Зоя Кредушинская                                                                                               |
| Ассистент художника        | Елена Гололобова                                                                                               |
| Ассистент оператора        | Н. Козлова |
| Монтажёр                   | Елена Тертычная                                                                                                |
| Художники-мультипликаторы: | Марина Восканьянц, Галина Баринова, Иосиф Куроян, Олег Комаров, Владимир Крумин, Виктор Лихачёв, Фёдор Елдинов |
| Художник-декоратор         | Ирина Светлица                                                                                                 |
| Текст от автора читает:    | Владимир Корецкий                                                                                              |
| Редактор                   | Раиса Фричинская                                                                                               |
| Директор картины           | Любовь Бутырина                                                                                                |

- Создатели приведены по титрам мультфильма.

## Награды и призы
Мультфильм был отмечен призами на кинофестивалях:
- «Гран-при» XVIII МКФ научно-фантастических фильмов в Триесте (Италия), 1977 г.
- Приз VIII МКФ короткометражных и документальных фильмов в Лилле (Франция), 1977 г.